# Kępa Parnicka
Kępa Parnicka (niem. Silberwiese) – wyspa rzeczna na Międzyodrzu w Szczecinie oraz część miasta w granicach osiedla Międzyodrze-Wyspa Pucka. 

## Charakterystyka
Jej powierzchnia wynosi ok. 25 ha. Od zachodu opływa ją na Odra Zachodnia. Na północy oddzielona jest od Łasztowni Kanałem Zielonym, natomiast w południowej części jest połączona z Wyspą Zieloną groblą usypaną przez stare koryto płynącej obecnie po jej wschodniej stronie Parnicy.

## Historia
Od 1243 stanowiła własność Szczecina, używana jako miejsce wypasu bydła i pozyskiwania drewna. W XVII wieku, podczas panowania szwedzkiego, zabudowana fortyfikacjami. W XVIII wieku fortyfikacje na wyspie zostały rozebrane. Rozpoczęto osuszanie terenu i wznoszenie magazynów. Niemiecka nazwa wyspy oznacza dosłownie srebrną łąkę z uwagi na istniejącą tu swego czasu hutę srebra.
W 1841 wyspę kupiło Towarzystwo Budowy Kolei. W 1846 w północnej części zbudowano przecinający wyspę nasyp kolejowy (pomiędzy współczesnym dworcem Szczecin Główny i stacją Szczecin Port Centralny), zaś jej południową część przeznaczono pod zabudowę mieszkalną. W 1850 powstał drogowy Most Zielony łączący wyspę z Łasztownią ponad Kanałem Zielonym, a w 1854 Most Dworcowy, łączący ją z lewobrzeżną częścią Szczecina. W 1868 wzdłuż linii kolejowej przecinającej północną część wyspy wybudowano blaszany tunel w celu ochrony przeciwpożarowej pobliskich składów od iskier sypiących się z kominów przejeżdżających lokomotyw. Tunel został zdemontowany w 1924.
W czasie II wojny światowej na Kępie Parnickiej mieścił się obóz pracy przymusowej. W 1944 większa część zabudowań została zniszczona w wyniku nalotu alianckiego.
Po 1945 nie odbudowano wysadzonego przez Niemców Mostu Dworcowego, zaś zabudowę mieszkalną zastąpiono składowo-magazynową. Do początków XXI wieku przetrwało jedynie 8 budynków o charakterze mieszkalnym stanowiących część osiedla Międzyodrze-Wyspa Pucka. Główną ulicą jest Leona Heyki, przy której znajduje się m.in. baza autobusowa PKS Szczecin, a także baza Szczecińskiego WOPR. Na Kępie Parnickiej znajduje się też siedziba Sanepidu.
Na przełomie lat 2021 i 2022 rozpoczęto na Kępie Parnickiej realizację dwóch osiedli mieszkaniowych: „Nowa Przystań” – firmy Siemaszko i osiedla „Sedina Apartamenty” firmy Budnex.